# Bicol-Region
Bicol (Deutsch: Bikol), Kabikolan, Bicolandia oder Region V ist eine Region der Philippinen und befindet sich am südöstlichen Ende der Insel Luzon. Die Einwohner in dieser Gegend sprechen überwiegend Bikolano. Die finanziellen Zentren und Verkehrsknotenpunkte der Region sind Naga und Legazpi.

## Geografie
Die geografischen Grenzen der Bicol Region (deutsch: Bicol-Region, auch: Bikol-Region) liegen im Westen in einer Linie von der Bucht von Lamon zum Golf von Ragay. Im Norden grenzt sie an die Philippinensee, in ihr liegt die Inselgruppe der Calaguas-Inseln. Die größte Insel ist Catanduanes, die der Caramoan-Halbinsel vorgelagert ist und beide begrenzen den Golf von Lagonoy, dieser wird von Rapu-Rapu Island vom Golf von Albay getrennt. Im Südosten begrenzt die San-Bernardino-Straße die Region, im Süden der Provinz Sorsogon schließt sich die Samar-See an und im Süden von Masbate liegt die Visayas-See. Südwestlich der Region liegt die Sibuyan-See, deren östlichste Ausdehnung die Bucht von Sorsogon darstellt.
In der Region liegen zahlreiche Vulkane, wie der Bulusan, Iriga, Isarog, Labo, Malinao, Masaraga und das Vulkangebirge der Pocdolberge. Der bekannteste ist jedoch der Mayon, er gilt als einer der attraktivsten und aktivsten Vulkane weltweit.
Der größte Fluss der Region ist der Bicol, er mündet in die San-Miguel-Bucht und entwässert den Mittelteil der Halbinsel. In seinem Wassereinzugsgebiet liegen die Seen Baao, Buhi und der Bato.

## Gliederung
Die Region gliedert sich in folgende sechs Provinzen:
- Albay (Fläche 2.575,77 km², 1.190.823 Einwohner/2007)
- Camarines Norte (2.320,07 km², 513.785)
- Camarines Sur (5.497,03 km², 1.693.821)
- Catanduanes (1.492,16 km², 232.757)
- Masbate (4.151,78 km², 768.939)
- Sorsogon (2.119,01 km², 709.673)

mit sieben Städten:
- Legazpi City (in Albay)
- Ligao City (in Albay)
- Tabaco City (in Albay)
- Iriga City (in Camarines Sur)
- Naga City (in Camarines Sur)
- Masbate City (in Masbate)
- Sorsogon City (in Sorsogon)

## Nationalparks und Naturschutzgebiete
- Caramoan-Nationalpark
- Mount-Isarog-Nationalpark
- Mayon-Volcano-Nationalpark
- Bulusan-Volcano-Nationalpark
- Catanduanes Watershed Forest Reserve
- Libmanan-Caves-Nationalpark
- Abasig-Matogdon Mananap Natural Biotic Area
- Bicol Natural Park

## Bedeutende Bauwerke
- Basilika Unserer Lieben Frau von Peñafrancia in Naga